# Г'ю Бемфорд Котт
Г'ю Бемфорд Котт (англ. Hugh Bamford Cott; нар. 6 липня 1900 — пом. 18 квітня 1987) — британський зоолог, експерт у галузі природного та військового камуфляжу, а також науковий ілюстратор і фотограф. 
Багато його польових досліджень відбувалось в Африці, де він особливо цікавився нільським крокодилом, еволюцією забарвлення та кольору тварин. Під час Другої світової війни Котт працював експертом з камуфляжу для британської армії та допомагав впливати на політику військового відомства щодо камуфляжу. Його книга «Адаптивне забарвлення у тварин» (1940), популярна серед військових, була основним підручником з маскування в зоології XX століття. Після війни став стипендіатом коледжу Селвін у Кембриджі. Як член Лондонського зоологічного товариства здійснив експедиції в Африку та Амазонку для збору наукових екземплярів тварин, головним чином рептилій і амфібій.

## Життя і кар'єра
Котт народився в Ешбі-Магна, Лестершир, Англія, 6 липня 1900 року в родині церковного ректора. Навчався в Регбі. 1919 року закінчив Королівський військовий коледж у Сендгерсті та був відправлений до Лестерширського полку. Між 1922 і 1925 роками навчався в коледжі Селвін Кембриджського університету.
Мав намір стати священиком і поїхав до Кембриджа, щоб вивчати теологію, але після першого курсу вирушив в університетську експедицію до Південної Америки, де вивчав природні форми у східній Бразилії в 1923 році під керівництвом ентомолога Френка Бальфура Брауна. В Бразилії він захопився природничою історією, а після повернення змінив свої дослідження на зоологію. Потім вирушив в експедицію до нижньої течії Амазонки (1925—1926) і в дослідницькі поїздки до району річки Замбезі в Африці (1927), включаючи Мозамбік, Замбію та Східну Африку, а також Лансароте (1930). 1928 року одружився з Джойс Редфорд. Г'ю викладав зоологію в Бристольському університеті з 1928 до 1932 року, звідки перейшов до Університету Глазго. Він навчався в іншого ентузіаста військового камуфляжу Джона Грема Керра. Його дисертація, яку він закінчив у 1935 році в рамках стипендії Карнегі, стосувалась «адаптивного забарвлення» — як маскувального, так і попереджувального — у ряду безхвостих земноводних (жаб). 1938 року він здобув ступінь доктора наук у Глазго, став викладачем зоології в Кембриджському університеті та куратором розділу птахів в університетському зоологічному музеї у Стрікленді.
В 1919—1922 роках Котт служив у Лестерширському полку британської армії як експерт з камуфляжу, а з 1939 по 1945 рік під час Другої світової війни в Королівських інженерах як інструктор з камуфляжу. Був головним інструктором у Центрі розвитку та навчання камуфляжу в Хелуані, Єгипет, під керівництвом Джеффрі Баркаса з моменту його створення в листопаді 1941 року.
Після війни повернувся до Кембриджа, ставши стипендіатом коледжу Селвіна в 1945 році; працював там до виходу на пенсію в 1967 році. Прочитав меморіальну лекцію Фісона в 1958 році на тему «Захисне забарвлення у тварин» Він продовжував час від часу працювати після виходу на пенсію, наприклад, проводячи дослідження крокодилячих гнізд на річці Вікторія-Ніл для національних парків Уганди в 1972 році. Помер у віці 86 років 18 квітня 1987 року.

## Камуфляж

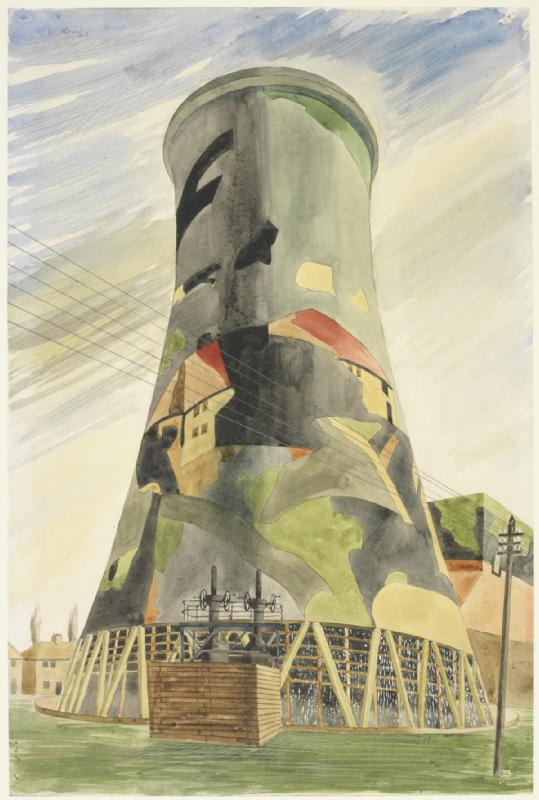
Котт критично ставився до спроб камуфляжу, не заснованого на «яскравих руйнівних контрастах». Картина Коліна Мосса 1943 року із зображенням градирні, закамуфльованої пейзажем

Намагаючись сфотографувати в гнізді кеклика, Котт годинами чекав, поки птах повернеться, і нарешті, перш ніж здатися, зробив кілька фотографій порожнього гнізда. Проявивши фотографії, він зрозумів, що ідеально замаскований птах весь час був на місці.
Як фахівець із камуфляжу під час Другої світової війни, Котт порівняв функції військового камуфляжу з функціями захисного забарвлення в природі. Трьома основними категоріями забарвлення в його книзі «Адаптивне забарвлення у тварин» є приховування, мімікрія та попередження. Він вивчав, описував і наводив приклади таких різноманітних камуфляжних ефектів, як затінення, розрив, диференціальне змішування, високий контраст, збіг зриву, приховування очей, руйнація котурна, контрзатінення та мімікрія. У своїх воєнних лекціях у замку Фарнем він описав дев'ять категорій візуального обману:
1. злиття з фоном, наприклад білий заєць, білий ведмідь[19]
2. деформація контуру, наприклад пісочник великий[19]
3. маскування під інший об'єкт, наприклад примарові[19]
4. помилкова орієнтація, наприклад плями на очах метеликів і риб[19]
5. дезорієнтування, наприклад деякі коники[19]
6. приманка, наприклад риба-вудилка[19]
7. димова завіса, наприклад каракатиці[19]
8. манекен, наприклад мухи, мурахи[19]
9. фальшива демонстрація сили, наприклад жаби, ящірки[19]

Підсумкова робота Котта, ілюстрована його власними малюнками пером і чорнилом — 550-сторінкова книга «Адаптивне забарвлення тварин» (1940). Книга отримала рецензію від вчителя Котта, Джона Грема Керра, який відгукувався про неї так: «Це, безперечно, найкраща робота з усіх існуючих на цю тему». Розповіді з перших рук від його колег про роботу Котта над військовим камуфляжем можна знайти в мемуарах двох його колег-камуфлерів Джуліана Тревельяна та Роланда Пенроуза.
Пітер Форбс написав про книгу Котта:
«Адаптивне забарвлення тварин» Котта — це, мабуть, єдиний повноцінний трактат із зоології, який коли-небудь знаходився у солдатській сумці. Книга також є апофеозом описової природничої історії по дослідженнях мімікрії. Хоча Котт і розповідає про експерименти з хижаками, щоб перевірити ефективність мімікрії та маскування, по суті книга складається з наведення прикладів і побудованій на них теорії.
Книга була написана і видана під час війни. Котт використовує свої знання з природничої історії, щоб провести паралелі між виживанням у природі та на війні та надати поради щодо військового камуфляжу, наприклад, коментуючи:
Різноманітні недавні спроби замаскувати різними кольорами танки, бронемашини та дахи будівель виявляють майже повну неспроможність відповідальних осіб зрозуміти суттєвий фактор у маскуванні злиття поверхні та контуру об'єкта... у природі часто спостерігаються різкі контрасти, що руйнують контури, і їх дивовижну ефективність у приховуванні об'єкта потрібно випробувати у військовій справі, щоб їх повністю оцінити.
Журнал Forbes зазначає, що «Адаптивне забарвлення у тварин» — це розповідь, яка коротко описує експерименти, що відбулися після Першої світової війни й додає:
Але книга Котта все ще цінна сьогодні своїм величезним діапазоном та пристрасним викладенням теорій мімікрії та камуфляжу.

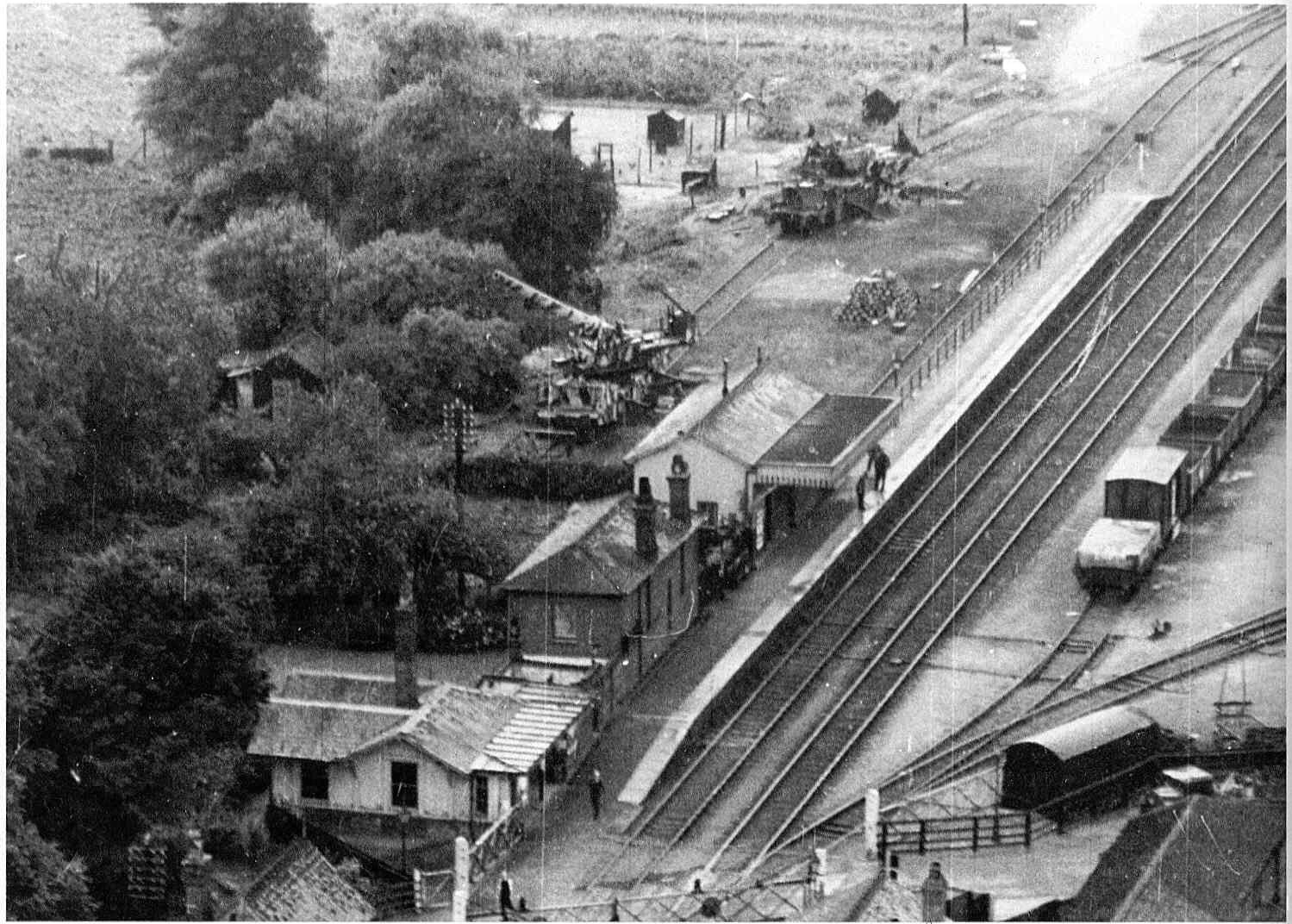
На фото зображені дві рейкові гармати. Затінена і закамуфльована Г'ю Коттом (угорі) і одна зі звичайною окрасою (внизу), серпень 1940 року

Котт намагався переконати Збройні сили Британії використовувати більш ефективні методи маскування, включаючи контрзатінення. Наприклад, у серпні 1940 року, коли битва за Британію була неминучою, він пофарбував дві берегові гармати, одну в традиційному стилі, іншу із контрзатіненням. На аерофотознімках контрзатінену гармату практично не видно. Котт переможно оголосив:
Ці фотографії є найпереконливішим доказом ефективності контрзатінення, і вони особливо цінні тим, що на них ми маємо пряме порівняння між двома методами.
Однак, як і його вчителю Керру перед ним під час Першої світової війни, Котту не вдалося вплинути на політику щодо камуфляжу, і він пішов з Консультативної ради з камуфляжу в 1940 році.

## Мистецтво
Котт був одним із засновників Товариства художників дикої природи та членом Королівського фотографічного товариства. З матеріалів, зібраних у польових експедиціях, він зробив внесок до зоологічного музею Кембриджського університету.
Котт мав непересічний талант художника. Як і Еббот Теєр, він використовував свою майстерність у своїх наукових роботах, включно з роботою «Адаптивне забарвлення тварин», щоб допомогти обґрунтувати свої аргументи. Філософ і джазовий музикант Девід Ротенберг писав про мистецтво Котта:
Повернемося до чудової гравюри Г’ю Котта, на якій зображено поту, що ховається в чорно-білому лісі Коста-Ріки, застиглого вертикально, як стовбур дерева, на якому воно ховається. У природі видиме і невидиме танцюють один з одним, залежно від того, наскільки ми навчилися бачити. Наука та мистецтво цієї магії зливаються в одне в той момент, коли ми її осягаємо.

## Роботи
Окрім «Адаптивного забарвлення тварин», Котт написав два есе про камуфляж: «Камуфляж у природі та на війні» та «Форма тварини у зв'язку із зовнішністю». Як науковий ілюстратор і фотограф, він також написав три інші книги: «Зоологічна фотографія на практиці» (1956); «Чорно-біла Уганда» (1959); і «Споглядаючи тварин: зоолог в Африці» (1975). Він зацікавився зв'язком кольорів птахів із їхньою роллю попереджувальних кольорів. Ця ідея виникла, коли він спостерігав, як шершні нападають на одних птахів, ігноруючи інших. Це спонукало його до вивчення смакових якостей птахів та їхніх яєць. Серед його робіт було кілька досліджень щодо відносної смакової якості яєць, які спочатку базувалися на вподобаннях тхорів, щурів і їжаків, а згодом на основі використання експертної групи дегустаторів яєць. В одному дослідженні він виявив, що зі 123 видів птахів яйця трипалого мартина отримали високу оцінку — 8,2 з 10.

## Спадщина
Forbes високо оцінив баланс науки та мистецтва в роботах Котта:
...у конфлікті між художниками та біологами він представляв обидві сторони. Котт був і майстерним ілюстратором і біологом одночасно. Не маючи педантизму та антидарвінізму Набокова, він привніс художню чутливість до цих явищ. Його текст сяє захопленням дивовижними адаптаціями тварин...
Понад 60 років після публікації «Адаптивне забарвлення у тварин» залишається основним довідником на цю тему; еволюційні біологи Грем Ракстон, Томас Н. Шерратт і Майкл Спід завершують свою книгу про забарвлення тварин, написавши
Вивчення забарвлення тварин і пов’язаних із ним пристосування до хижаків має давню історію... ця галузь досліджень з самого раннього часу була благословенна розумінням особливо обдарованих учених. Твори Воллеса, Бейтса, Мюллера, Поултона і Котта справді витримують випробування часом: ці особи заслуговують ще кращої слави не лише як великі дослідники природи, але і як виняткові вчені.
Біолог Стівен Фогель зазначив, що:
Останнє слово було за зоологом Г’ю Коттом у «Адаптивному забарвленні тварин» (1940), остаточному синтезі всього відомого про камуфляж і мімікрію в природі. Котт спричинив менше шуму [ніж Трохим Лисенко та Володимир Набоков], а його добре організовані та нефанатичні ідеї виявилися ефективними у військовій справі, навіть під час ретельного вивчення вдосконалених методів виявлення цілей. Принципи Теєра знову виникли в більш поміркованих і раціональних термінах, а схеми камуфляжу, засновані на них, пережили фотометричний аналіз і зіткнення з ворогом. Біоміметичний камуфляж зайняв своє місце як ще одна техніка в складному озброєнні візуальних обманів.
У вересні та жовтні 2018 року в галереї Nature in Art у Глостері відбулася виставка мистецтва, листів та фотографій Г’ю Бемфорда Котта «Життя, лінії та ілюзія».

### Авторства Котта
Книги
- Cott, Hugh B. (1940). Adaptive Coloration in Animals. Methuen.
- Cott, Hugh B. (1975). Looking at Animals: a Zoologist in Africa. Scribner.
- Cott, Hugh B. (1959). Uganda in Black and White. Macmillan.
- Cott, Hugh B. (1956). Zoological Photography in Practice. Fountain Press.

Журнали
- Cott, Hugh B. (1936). The effectiveness of protective adaptations in the Hive-Bee, illustrated by experiments on the feeding reactions, habit formation, and memory of the common toad (Bufo bufo bufo). Proceedings of the Zoological Society of London. 106 (1): 111—133. doi:10.1111/j.1096-3642.1936.tb02283.x.
- Cott, Hugh B. (1951). The Palatability of the Eggs of Birds: Illustrated by Experiments on the Food Preferences of the Hedgehog (Erinaceus Europaeus). Proceedings of the Zoological Society of London. 121 (1): 1—41. doi:10.1111/j.1096-3642.1951.tb00726.x.
- Cott, Hugh B. (1952). The palatability of the eggs of birds: illustrated by three seasons' experiments (1947, 1948 and 1950) on the food preferences of the Rat (Rattus norvegicus); and with special reference to the protective adaptations of eggs considered in relation to vulnerability. Proceedings of the Zoological Society of London. 122 (1): 1—54. doi:10.1111/j.1469-7998.1952.tb06312.x.
- Cott, Hugh B. (1953). The palatability of the eggs of birds: illustrated by experiments on the food preferences of the Ferret (Putorius furo) and Cat (Felis catus); with notes on other egg-eating Carnivora. Proceedings of the Zoological Society of London. 123 (1): 123—141. doi:10.1111/j.1096-3642.1953.tb00160.x.
- Cott, Hugh B. (1938). Wonder Island of the Amazon Delta; on Marajo Cowboys Ride Oxen, Tree-Dwelling Animals Throng Dense Forests. National Geographic Magazine.

### Про Г'ю Котта
- Forbes, Peter (2009). Dazzled and Deceived: Mimicry and Camouflage. Yale. ISBN 978-0-300-12539-9.
- Forsyth, Isla McLean (2012). From dazzle to the desert: a cultural-historical geography of camouflage (PhD). University of Glasgow (PhD thesis).
- Forsyth, Isla (2014). The practice and poetics of fieldwork: Hugh Cott and the study of camouflage (PDF). Journal of Historical Geography. 43: 128—137. doi:10.1016/j.jhg.2013.10.002.
- Penrose, Roland (1981). Scrapbook 1900–1981. Thames and Hudson.
- Ruxton, G. D.; Sherratt, T. N.; Speed, M. P (2004). Avoiding Attack. The Evolutionary Ecology of Crypsis, Warning Signals and Mimicry. Oxford University Press. ISBN 0-19-852860-4.
- Trevelyan, Julian (1957). Indigo days. MacGibbon and Kee.